# Região Geográfica Imediata de Frutal

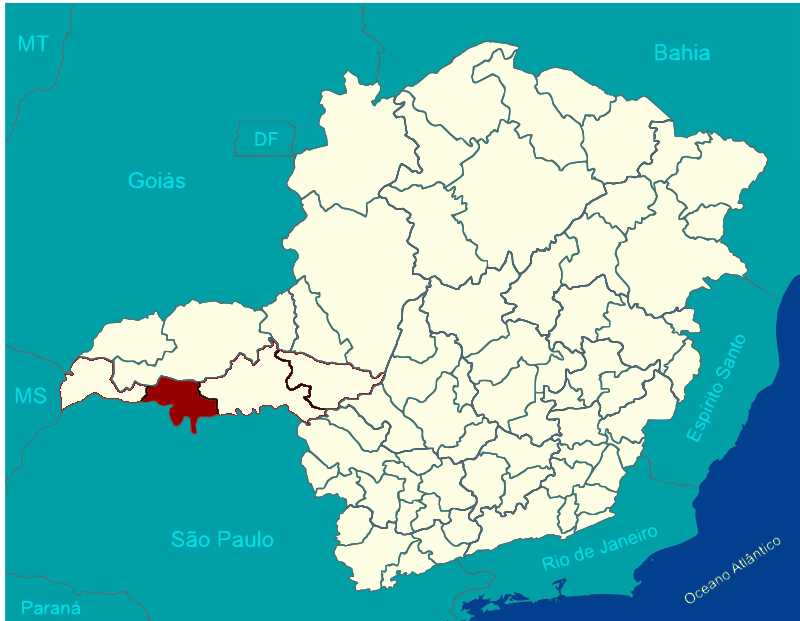
Região Geográfica Imediata de Frutal.

A Região Geográfica Imediata de Frutal é uma das 70 regiões geográficas imediatas do Estado de Minas Gerais, uma das quatro regiões geográficas imediatas que compõem a Região Geográfica Intermediária de Uberaba e uma das 509 regiões geográficas imediatas do Brasil, criadas pelo IBGE em 2017.

## Municípios
É composta por 6 municípios.
- Comendador Gomes
- Fronteira
- Frutal
- Itapagipe
- Pirajuba
- Planura

## Estatísticas
Tem uma população estimada pelo IBGE para 1.º de julho de 2017 de 112 880 habitantes e área total de 6 125,937 km².